# Dariusz Dźwigała
Dariusz Dźwigała (Varsavia, 22 marzo 1969) è un allenatore di calcio ed ex calciatore polacco, di ruolo centrocampista.

## Biografia
È il padre di Adam Dźwigała, anch'egli calciatore.

## Palmarès

### Giocatore

#### Competizioni nazionali
- Campionato polacco di seconda divisione: 1

Polonia Varsavia: 1992-1993